# Сражение на Пфриме
Сражение на Пфриме (нем. Pfrimm), также известное как сражение при Пфеддерсхайме (10 ноября 1795 года) — одно из сражений осенней кампании  1795 года войны первой коалиции эпохи французских революционных войн. Австрийская Нижне-Рейнская армия во главе графом Клерфайтом атаковала на реке Пфрим французскую Рейнско-Мозельскую армию Жана-Шарля Пишегрю. Нанеся охватывающий главный удар правым крылом и сковав противника боями в центре, австрийцы победили французов и заставили их отступить на юг, к Франкенталю — последним оборонительным позициям к северу от Маннгейма.

## Перед сражением
После победы 29 октября при Майнце и снятия его блокады, вместо того, чтобы незамедлительно устремиться в погоню за французами, Клерфайт оставался шесть дней на завоёванной позиции и выступил оттуда только 5 ноября. Фельдцейхмейстер Вартенслебен наступал на Альцай. Сам Клерфайт двинулся на Вестхофен, Остхофен и Вормс.
К 31 октября Пишегрю сумел стянуть доступные ему войска к реке Пфрим, оставив на правом берегу Рейна только гарнизон в Маннгейме (две дивизии). Его силы возросли до 37 тысяч. Генерал расположил свою армию на левом (северном) берегу неширокой реки, скорее ручья. 11-я дивизия (8517) Сен-Сира была выдвинута на левом фланге к Кирххайм-Боландену. Правее его, от Альбисхайма до Гаксхайма, стояла слабая (2998 человек) 10-я дивизия Менжо (с 8 ноября - Делаброда). Её два кавалерийских полка занимали Альбисхайм и Айнзельтум. Главные силы Пишегрю располагались на правом фланге; он имел под своим непосредственным командованием: 9-ю дивизию Рено (6752) в Монсхайме, 8-ю дивизию Ферино (5223) близ Пфеддерсхайма и 5-ю дивизию Бопюи (6724) впереди Вормса, подкреплённые шестью батальонами, выделенными из 10-й дивизии. Авангард Дезэ (6143) располагался впереди трёх других дивизий у Гундхайма. Кавалерия генерала Форе (865) служила резервом. Французская артиллерия едва насчитывала 40 орудий, плохо снабжённых боеприпасами. Позиция была чересчур растянута и, более того, могла быть легко обойдена с левого фланга.
Пишегрю понимал опасность обхода со своего левого фланга и в то же время понимал опасность дать сражение, почти не имея артиллерии и сражаясь с армией, численно превосходившей; также он не мог решиться ни оставить Мангейм и полагаться на его собственные средства защиты, ни его эвакуировать. Он призвал Журдана к себе на помощь, надеясь, что этот генерал прибудет достаточно быстро на реку Наэ с силами, достаточными чтобы связать боями Клерфайта, в то время как он сам в это время будет сражаться против Вурмзера. Однако дожди размыли дороги, чем затруднили марши и манёвры войск.
6 ноября кавалерийский отряд Науендорфа предпринял вылазку против укреплённого французского лагеря около Роккенхаузена - Мариенталя, расположенного на крайнем западе позиций. Французы полубригады Манжена поспешно отступили. В результате этого боя Науендорф расстроил планы соединения французских армий Журдана и Пишегрю. От Журдана к левому флангу Пишегрю смогла пробиться только бригада Риво, так и не принявшая участия в последовавшем сражении.
Клерфайт, усиленный вечером 8 ноября корпусом Латура (16 батальонов и 40 эскадронов), выделенным от армии Вурмзера, со значительным парком артиллерии, составлявшим 150 орудий, решил дать сражение. Согласно боевому расписанию его армия была разделена на два корпуса, одинаковых по численности войск. Главный удар должен был наноситься правым крылом, так называемым "обсервационным корпусом" Вартенслебена (36000), от Альцая на Кирххайм-Боланден, с последующим охватом левого крыла всей французской армии. Генерал Край, с австрийским авангардом, должен был беспокоить центр и правый фланг французов у Пфеддерсхайма и Вормса, чтобы содействовать атаке Вартенслебена вплоть до момента, когда Клерфайт мог бы ввести в бой главные силы (34000).

## Ход сражения
Ночью с 9 на 10 ноября авангард Вартенслебена под командованием Науендорфа (из шести батальонов, восемнадцати рот лёгких войск, семи эскадронов и двенадцати орудий) приблизился к аванпостам и атаковал на рассвете город Кирххайм-Боланден, находившийся впереди левого крыла 11 дивизии. Генерал-адъютант Уэль, отбив первую атаку, оставил Кирххайм и отошёл к Боландену. Австрийская пехота попыталась захватить эту деревню, и бои за нее шли до десяти часов утра. В это время кавалерия Науендорфа, проведённая через лес местными егерями и крестьянами, захватила Данненфельс, левее Боландена, оставленный французской бригадой и охватила крайний левый фланг французской армии.
Авангард Дезэ не был атакован до восьми часов утра, и во время всей первой половины дня имел дело только с австрийским авангардом генерала Края. Пишегрю приказал кавалерийскому резерву поддержать его. Центр этой позиции, где находился сам Дезэ, провёл вначале несколько удачных боёв: 6-й и 10-й драгунские полки провели довольно успешные атаки; полк карабинеров, который их поддерживал, сумел захватить австрийский батальон.
Во второй половине дня вся австрийская армия, наконец, вышла на исходные позиции и начала наступление. 1 колонна (15 батальонов, 12 эскадронов и 9 орудий), или правая, под командой генерал-лейтенанта Штаадлера наступала от Венсхайма и Гундерсхайма на Дальсхайм. 2 колонна (10 батальонов, 14 эскадронов и 9 орудий), или центральная, под командой генерал-лейтенанта Цебентнера наступала из Вестхофена на плато Мёрштадт. 3 колонна (9 батальонов, 13 эскадронов и 10 орудий) генерал-лейтенанта Латура проходила слева от Мюльхаймерхофа и наступала на Абенхайм (лежит северо-восточнее Мёрштадта).
Дезэ, который со своим авангардом прикрывал армию, оказался слишком слабым, чтобы защитить занимаемую позицию. Он напрасно пытался удержать несколько пунктов, в том числе и высоты Мёрштадт, против которых противник развернул свою многочисленную артиллерию, в то время как Дезэ мог противопоставить ей только три пушки, которые были немедленно уничтожены. Правый фланг авангарда, бывший под командованием Жоба, стал отходить к 5-й дивизии, центр - к 8-й дивизии, а левый фланг нашёл поддержку у 9-й дивизии.
На крайнем левом крыле всей французской позиции 11 дивизия Сен-Сира в середине дня подверглась атакам почти всего корпуса Вартенслебена, кавалерия которого обошла её левый фланг, а пехота в результате упорного боя заняла Боланден, а также около двух часов дня выбила бригаду генерала Лекурба из Марнхайма, преследуя ее до Гёльхайма. Сен-Сир принял решение отвести свой центр на плато позади Вайтерсвайлера, а затем перейти на правый берег Пфрима в Драйзене и встать позади этой деревни, чтобы лучше прикрывать свой левый фланг и оказывать через Гёльхайм поддержку правому флангу.
Стоявшая правее 10-я дивизия, у которой почти не было возможности сопротивляться, была отброшена австрийцами на Харксхайм. Пишегрю, имевший бо́льшую часть своих сил на правом крыле, с часа дня также был атакован и не имел ни сил, ни времени, чтобы усилить 10-ю дивизию.
К вечеру армия Пишегрю была обойдена на левом крыле, её 11 дивизия оказалась отрезана и отброшена западнее, и командующий понял, что обязан отдать приказ на общее отступление на канал Франкенталь. Оно началось ночью, прикрываемое дивизиями правого фланга.
Около полуночи части 11-й дивизии выступили на Кайзерслаутерн, прикрываемые арьергардом, который до рассвета остался у кромки леса на высотах Гёльхайма. Бригада Риве из армии Журдана, которая так и не была атакована днем и в то же время не оказала поддержки, последовала за 11-й дивизией. 9-я заняла позицию позади Бад-Дюркхайма, 8-я около Эллерштадта, и 5-я, на правом крыле армии, была размещена за каналом Франкенталь. Правый фланг авангарда держался в этом последнем городе, его центр — в Ламбсхайме, а левый фланг — в Харксхайме.

## Результаты
Пишегрю отступил на канал Франкенталь — последние оборонительные позиции к северу от Маннгейма.
Клерфайт, с утра послав корпус Вартенслебена на Кройцнах, навстречу войскам Самбро-Маасской армии, которые Марсо вёл в этот пункт, оставил авангард под командованием Науендорфа, чтобы наблюдать движения французского левого крыла.
В результате сражения были расстроены планы соединения французских армий Журдана и Пишегрю, и стратегическая инициатива в осенней кампании перешла к австрийским армиям Клерфайта и Вурмзера.